# Stazione di Plymouth
La stazione di Plymouth (in inglese Plymouth railway station) è la principale stazione ferroviaria di Plymouth, in Inghilterra.